# Законодавна скупштина Онтарија
Законодавна скупштина Онтарија (енгл. Legislative Assembly of Ontario) је народно представништво и законодавни орган Онтарија, другој по величини канадској провинцији.

## Историја
Одредба 69 Акта о Британској Сјеверној Америци из 1867. каже: „Постојаће законодавни орган за Онтарио који ће се састојати из лајтнант гувернера и из једног дома, који ће се називати Законодавна скупштина Онтарија.“ Укупно има 107 посланика који представљају своје изборне округе и бирају се по систему first-past-the-post широм провинција, по један из сваког изборног округа.
Законодавна скупштина је незванично позната као Онтаријски провинцијски парламент. Редовна 42. Законодавна скупштина Онтарија је изабрана 7. јуна, а заседа од 29. јуна 2018. године.

## Законодавна власт
Према традицији вестминстерског система, већина законских предлога проистиче од извршне власти (владини предлози), и усвајају се у законодавном органу након одређених етапа претреса. Иако се некада усвајају и закони које је предложио посланик (приватни посланички предлози), посланици најчешће само учествују у претресу и процесу подношењу амандмана на закон који је предложила извршна власт. Од посланика се очекује да буду лојални њиховим парламентарним странкама и да заступају интересе свога изборног округа.
Посланички посао подразумијева учествовање на одборским засједањима или упознавање са проблемима гласача из свог изборног округа. Зависно од личног одређења и политичких околности, неки посланици су углавном концентрисани на послове који су везани за Законодавну скупштину, док су други углавном везани за рјешавање проблема у свом изборном округу.
Напосљетку, Законодавна скупштина поставља и разрјешава извршну власт. Према концепту одговорне владе, за министре се очекује да буду посланици Законодавне скупштине.

## Часништво
Као и Парламент Канаде, и Законодавна скупштина Онтарија има своје часништво.
Записничар Законодавне скупштине Онтарија (енгл. Clerk of the Legislative Assembly of Ontario) је главни стални функционер, са рангом и статусом замјеника министра. Он је главни процедурални савјетник и виши функционер овог парламентарног дома. Његове одговорности су да савјетује говорника и чланове Законодавне скупштине по питањима процедуре и тумачења пословника. Записничар је одговоран и за општу дирекцију и администрацију Законодавне скупштине, и по положају је секретар Одбора за унутрашњу економију. Као главни извршни функционер, одговоран је говорнику за све административне у оперативне функције у Канцеларији Законодавне скупштине.
Други кључни функционер је Sergeant-at-Arms, чија је улога да одржава ред током засједања Законодавне скупштине. Он је такође задужен за надзор над церемонијалним буздованом (енгл. Ceremonial mace) током засједања Законодавне скупштине.
Други скупштински функционери су: омбудсман, комесар за околину, комесар за интегритет, генерални аудитор и комесар за информације и приватност.